# Népi imádság
A népi imádság, archaikus népi imádság vagy apokrif népi imádság szájhagyomány útján terjedő, vallásos népköltészeti műfaj, a parasztság által használt, a hivatalos egyházi irodalmon kívül eső imádság. Tematikájában kötődik az egyházi év liturgikus ünnepeihez, az emberi élet fordulóihoz, illetve lehet – akár egyes paraszti munkafolyamatok (vetés, aratás stb.) rítusrendjében – alkalomszerű egyéni vagy közösségi áhítatforma. Egyfelől tehát a vallási ünnepekhez kötődő paraliturgikus népszokásanyag része, másfelől a mindennapok szakrális szintre emelt pillanatainak manifesztátuma. Az európai népköltészet egyik legrégibb rétege.

## A magyar archaikus népi imádságok
A magyar archaikus népi imádságok korpusza motivikájában, nyelvi formavilágában két forrásra, egyszersmind történeti rétegre mutat vissza:
- bizonyos rokonságot mutat a keleti, mágikus hagyományokat megelevenítő rítusénekekkel, népénekekkel, ráolvasásokkal, valamint a románok és a szláv népek kolinda-, illetve koledaköltészetével;
- határozottan levezethető a nyugati középkori apokrif irodalom, illetve a barokk és legújabbkori ferences ihletésű vallásos közköltészet műfajaival (Mária-líra, vallásos dráma, vallásos ponyva), s egyes szövegek közvetlenül leszármaztathatóak, így variánsai különböző egyházi költészeti műveknek, himnuszoknak, imádságoknak.

A népi imádságok a magyar lakta vidékeken elsősorban a római és a görögkatolikusok körében volt népszerű, de elszórt adatokat ismerünk református és evangélikus népi imádságokról is. A nép nyelvén e szövegek elnevezése egyszerűen ima, imádság. A hivatalosan nem engedélyezett szövegek elmondására, elkántálására a templomi szertartás keretein kívül került sor, bár Palócföldön a pap megérkezése előtt a templomban és körmenetekben is mondtak népi imádságokat. A hivatalos egyházi emberek ha tudomással is bírtak ezekről, ellenezték a gyakorlatot. Elmondásának általános ideje az egyházi év ünnepein kívül a reggel és az este, a pénteki nap, a nagyböjti időszak, illetve megpróbáltatások során is gyakran fordultak népi imádságokhoz, de alapvetően megkötések nélkül bármikor és bárhol sor kerülhetett egy-egy imádság elmondására. Jellemző rítusszerű menete nem volt, akár úton valahova, munka közben, asztal vagy tűzhely körül stb., csak az egyénileg kialakított imavégzési mód szabta meg a rítus mikéntjét (például rózsafüzérrel, hunyt szemmel).
Minthogy az egyéni vallásgyakorlathoz kötődött, hagyományozódása családon belül történt, s csak kevés adat tanúskodik arról, hogy a népi imádságok aktívan produktív folklóralkotások lettek volna. Közösségi szinten jobbára laikus imatársulások, harmadrendek szervezett áhítatai útján, énekes koldusok vagy „szentemberek” által terjedt. Tartalmi elemeit tekintve erőteljesen dominál a Mária-líra, Jézus szenvedéstörténete, valamint más szentek és bibliai alakok története (például Ádám és Éva kiűzetése a Paradicsomból). Más szövegek híján vannak a könnyen körvonalazható témáknak, ezek általában a bajelhárító, a gonosz ellen védekező imádságok.
A népi imádságok szerkezete rendszerint hármas tagolású. A lírai jellegű, látomásszerű természeti nyitóképet (például „Piros hajnal, hasadj meg, / Abban, Mária, nyugodj meg…”) a dramatikus részekkel tagolt epikus szakasz követi (például szenvedéstörténet), s az imádság a rövid, mágikus funkciójú záradékkal fejeződik be. Ez utóbbi szerepe tudatja az égiekkel az imádság elmondásáért remélt hasznot, kegyelmet, esetleg magát az üdvösséget. A szövegek stílusa szemléletes, gyakoriak a metaforák, a megszemélyesítések, az állandósult jelzők, ezen túlmenően jellemző az ismétlés, a tőismétlés, a halmozás és az alliteráció, valamint a régmúlt nyelvállapotra visszamutató –val/-vel igenévi végződés gyakori használata („Piros vére kiontval…”, „Kibe Mária nyugvékol…”).
A szöveghagyomány gyűjtése és elemző feltárása messze elmarad más folklórműfajokétól, szervezett vizsgálata csak a 20. század második felében indult meg. A magyar kutatás jeles alakjai Erdélyi Zsuzsanna, Polner Zoltán (Dél-Alföld), Silling István (Vajdaság) és Tánczos Vilmos (Erdély, Gyimes, Moldva).